# Ведерников Олександр Пилипович
Олекса́ндр Пили́пович Веде́рников (23 грудня 1927, Вятська губернія, СРСР — 9 січня 2018, Москва, Росія) — радянський оперний співак (бас), соліст Великого театру, народний артист СРСР, лауреат Державної премії СРСР. Батько диригента Олександра Ведерникова.
Народився у селі Мокіно, Кіровська область. 1955 року закінчив Московську державну консерваторію імені П. І. Чайковського, отримав запрошення до Театру опери та балету імені Кірова в Ленінград. З 1958 а по 1990 — соліст Великого театру. У 1960—1961 роках Ведерников стажувався в Італії, в театрі «Ла Скала».
Виконував практично всі басові партії в російських операх. У 1959 році став першим виконавцем партії Поета у «Патетичній ораторії» Георгія Свиридова. 1956 став Лауреатом міжнародного конкурсу вокалістів ім. Шумана в Берліні (1-а премія).